# شیل نفتی
شِیل نفتی  سنگ نفت یا سنگ نفت‌زا یا سنگ کروژن یا صمد سنگ یک سنگ رسوبی دانه ریز و غنی از مواد آلیِ حاوی کروژن است و از آن می‌توان هیدروکربن مایعی به نام نفت شیل (نفت ماسه) استخراج کرد. نفت شیل یک جایگزین برای نفت خام معمولی است. با این حال، استخراج نفت شیل از شیل نفتی پرهزینه‌تر از تولید نفت خام متعارف هم از نظر مالی و هم از لحاظ اثرات زیست‌محیطی آن است.
ذخایر شیل نفتی در سراسر جهان وجود دارد اما ذخایر عمده شیل نفتی در ایالات متحده قرار دارد. برآوردها از محدوده سپرده جهانی از ۲٫۸ تا ۳٫۳ تریلیون بشکه نفت قابل بازیابی است.